# Vauconcourt-Nervezain
Vauconcourt-Nervezain, est une commune française située dans le département de la Haute-Saône, la région culturelle et historique de Franche-Comté et la région administrative Bourgogne-Franche-Comté.
Ses habitants sont dénommés les Vauconcourtois.

## Géographie

### Situation et description
Le village de Vauconcourt-Nervezain est situé dans le département de la Haute-Saône. Positionnée à une vingtaine de kilomètres à l'ouest de l'agglomération de Vesoul, le bourg principal (Vauconcourt) est traversé par la route départementale 70. La commune est également traversée par la rivière Gourgeonne, un petit affluent de la Saône, en rive droite.
Il s'agit d'une commune à l'aspect rural, entouré de terres agricoles et de zones forestières dont le bois de Vauconcourt.

### Géologie
Le territoire communal héberge une carrière de calcaire, prouvant ainsi la présence dominante du calcaire jurassique, associé à d’épaisses couches de marnes.

### Climat
Pour des articles plus généraux, voir Climat de la Bourgogne-Franche-Comté et Climat de la Haute-Saône.
En 2010, le climat de la commune est de type climat des marges montargnardes, selon une étude du Centre national de la recherche scientifique s'appuyant sur une série de données couvrant la période 1971-2000. En 2020, Météo-France publie une typologie des climats de la France métropolitaine dans laquelle la commune est dans une zone de transition entre le climat océanique altéré et le climat océanique altéré et est dans la région climatique Lorraine, plateau de Langres, Morvan, caractérisée par un hiver rude (1,5 °C), des vents modérés et des brouillards fréquents en automne et hiver.
Pour la période 1971-2000, la température annuelle moyenne est de 10,2 °C, avec une amplitude thermique annuelle de 17,3 °C. Le cumul annuel moyen de précipitations est de 923 mm, avec 12,7 jours de précipitations en janvier et 9 jours en juillet. Pour la période 1991-2020, la température moyenne annuelle observée sur la station météorologique de Météo-France la plus proche, « Combeaufontaine », sur la commune de Combeaufontaine à 7 km à vol d'oiseau, est de 10,7 °C et le cumul annuel moyen de précipitations est de 1 044,0 mm. 
La température maximale relevée sur cette station est de 41 °C, atteinte le 25 juillet 2019 ; la température minimale est de −26 °C, atteinte le 6 janvier 1985,,.
Les paramètres climatiques de la commune ont été estimés pour le milieu du siècle (2041-2070) selon différents scénarios d'émission de gaz à effet de serre à partir des nouvelles projections climatiques de référence DRIAS-2020. Ils sont consultables sur un site dédié publié par Météo-France en novembre 2022.

### Hydrographie
La Gourgeonne, une petite rivière 27 km de longueur traverse le territoire communal et les deux principaux bourgs. Cette rivière rejoint ensuite la Saône.

### Voies de communication
Le bourg communal se situe à la jonction de plusieurs routes départementales :
- La RD 70 qui relie Combeaufontaine à Dijon.
- La RD 43 qui relie La Roche-Morey à Fédry
- La RD 42 qui relie le bourg de Vauconcourt à Fouvent-Saint-Andoche (Fouvent-le-Haut).

## Urbanisme

### Typologie
Au 1er janvier 2024, Vauconcourt-Nervezain est catégorisée commune rurale à habitat dispersé, selon la nouvelle grille communale de densité à sept niveaux définie par l'Insee en 2022.
Elle est située hors unité urbaine. Par ailleurs la commune fait partie de l'aire d'attraction de Vesoul, dont elle est une commune de la couronne,. Cette aire, qui regroupe 158 communes, est catégorisée dans les aires de 50 000 à moins de 200 000 habitants,.

### Occupation des sols
L'occupation des sols de la commune, telle qu'elle ressort de la base de données européenne d’occupation biophysique des sols Corine Land Cover (CLC), est marquée par l'importance des territoires agricoles (65,3 % en 2018), une proportion sensiblement équivalente à celle de 1990 (65,5 %). La répartition détaillée en 2018 est la suivante : 
terres arables (48,7 %), forêts (33,1 %), prairies (14,6 %), zones agricoles hétérogènes (2,1 %), zones urbanisées (1,6 %). L'évolution de l’occupation des sols de la commune et de ses infrastructures peut être observée sur les différentes représentations cartographiques du territoire : la carte de Cassini (XVIIIe siècle), la carte d'état-major (1820-1866) et les cartes ou photos aériennes de l'IGN pour la période actuelle (1950 à aujourd'hui).

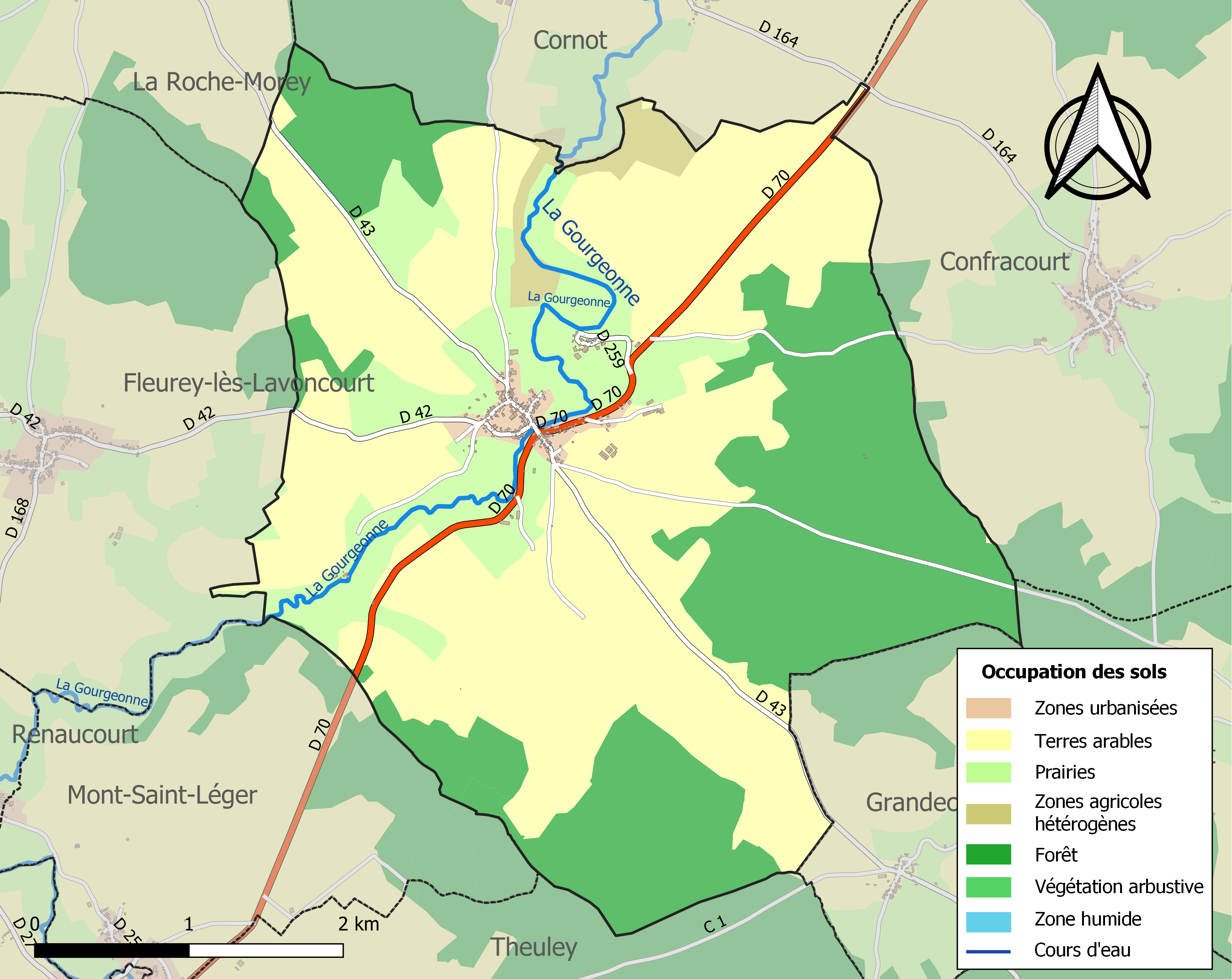
Carte des infrastructures et de l'occupation des sols de la commune en 2018 (CLC).

## Histoire

### Époque contemporaine
La commune résulte de la fusion en 1970 des communes de Vauconcourt et de Nervezain.

## Politique et administration

### Rattachements administratifs et électoraux
La commune fait partie de l'arrondissement de Vesoul du département de la Haute-Saône, en région Bourgogne-Franche-Comté. Pour l'élection des députés, elle dépend de la première circonscription de la Haute-Saône.
Elle fait partie depuis 1801 du canton de Dampierre-sur-Salon. Dans le cadre du redécoupage cantonal de 2014 en France, le territoire de ce canton s'est accru, passant de 29 à 50 communes.

### Intercommunalité
La commune fait partie de la communauté de communes des quatre rivières, intercommunalité créée en 1996.

### Liste des maires
| Période                                  | Période                       | Identité         | Étiquette | Qualité |
| ---------------------------------------- | ----------------------------- | ---------------- | --------- | --- |
| Les données manquantes sont à compléter. |                               |                  |           | |
| mars 2001                                | 2014                          | Gustave Munier   |           | |
| 2014                                     | En cours (au 2 décembre 2020) | Dimitri Doussot, | LR        | Juriste, attaché parlementaire d'Alain Joyandet Directeur de l’association départementale des maires de France (en 2014) Président de l’association Anim’loisirs (en 2014) Président de la CC des Quatre-Rivières (2020 → ) Conseiller départemental depuis 2021 Réélu pour le mandat 2020-2026 |

## Population et société

### Démographie
L'évolution du nombre d'habitants est connue à travers les recensements de la population effectués dans la commune depuis 1793. Pour les communes de moins de 10 000 habitants, une enquête de recensement portant sur toute la population est réalisée tous les cinq ans, les populations de référence des années intermédiaires étant quant à elles estimées par interpolation ou extrapolation. Pour la commune, le premier recensement exhaustif entrant dans le cadre du nouveau dispositif a été réalisé en 2006.

En 2022, la commune comptait 219 habitants, en évolution de +0,46 % par rapport à 2016 (Haute-Saône : −1,4 %, France hors Mayotte : +2,11 %).
| 1793 | 1800 | 1806 | 1821 | 1831 | 1836 | 1841 | 1846 | 1851 |
| ---- | ---- | ---- | ---- | ---- | ---- | ---- | ---- | ---- |
| 532  | 538  | 651  | 598  | 675  | 700  | 709  | 715  | 697  |

| 1856 | 1861 | 1866 | 1872 | 1876 | 1881 | 1886 | 1891 | 1896 |
| ---- | ---- | ---- | ---- | ---- | ---- | ---- | ---- | ---- |
| 596  | 615  | 601  | 565  | 525  | 509  | 501  | 461  | 439  |

| 1901 | 1906 | 1911 | 1921 | 1926 | 1931 | 1936 | 1946 | 1954 |
| ---- | ---- | ---- | ---- | ---- | ---- | ---- | ---- | ---- |
| 448  | 412  | 384  | 338  | 308  | 309  | 296  | 302  | 284  |

| 1962 | 1968 | 1975 | 1982 | 1990 | 1999 | 2006 | 2011 | 2016 |
| ---- | ---- | ---- | ---- | ---- | ---- | ---- | ---- | ---- |
| 244  | 214  | 194  | 212  | 225  | 212  | 219  | 231  | 218  |

| 2021 | 2022 | - | - | - | - | - | - | - |
| ---- | ---- | - | - | - | - | - | - | - |
| 216  | 219  | - | - | - | - | - | - | - |

## Économie
- Agriculture, lié à la présence de nombreux terres agricoles.
- Artisanat
- Café-restaurant

## Culture locale et patrimoine

### Lieux et monuments
- La Maison Roch, construite au XVe siècle, remaniée au XVIe siècle et très fortement transformée au XIXe siècle, inscrit au titre des monuments historiques en 1997[24].
- Église à clocher comtois

### Personnalités liées à la commune
C'est dans cette commune que naquit en 1580 le chanoine Claude Ménestrier. Il appartenait à une famille ancienne originaire de la Comté. Comme nombre de ses compatriotes comtois, il décide d'effectuer le voyage en Italie, alors centre de la culture européenne, où Rome développe un grand mécénat grâce à l'influence de l'Église. Il entre au service du cardinal Barberini[Lequel ?], neveu du pape Urbain VIII. Prêtre, docteur en droit, doté d'un esprit vif, il se passionne pour les antiquités, la peinture, la sculpture. Numismate éclairé s'intéressant à tout, il fut en contact avec les plus beaux esprits de son temps, parmi lesquels il faut citer Nicolas-Claude Fabri de Peiresc, Gabriel Naudé, et bien d'autres. Il voyagea à travers l'Europe d'où il ramena de nombreuses œuvres d'art, pour le compte des Barberini. En 1632, le pape le nomme chanoine du chapitre de Besançon.
C'est au cours d'un voyage de retour en France, que la galère le ramenant et contenant ses effets fit naufrage au large de Marseille, au cours d'une tempête. Seule une peinture à  laquelle il tenait beaucoup fut repêchée intacte. Il s'agissait d'une Vierge à l'enfant peint par le florentin Domenico Cresti. Voyant là un signe du destin, le chanoine Claude Ménestrier fit envoyer cette toile aux Jacobins de Besançon. Il mourut à Rome en 1639, avant d'avoir pu assister à la réception officielle de son tableau. Depuis cette date, Notre-Dame des Jacobins fut toujours adorée des Bisontins. Le tableau est aujourd'hui visible à la cathédrale Saint-Jean de Besançon.

### Héraldique
|  | Les armes de la commune se blasonnent ainsi : mi-parti : d’or à la bande de gueules chargée de trois fleurs de lys d’argent, au 2) de sable à la croix engrêlée d’argent. |

### Articles  connexes
- Liste des communes de la Haute-Saône